# Sabine von Schorlemer

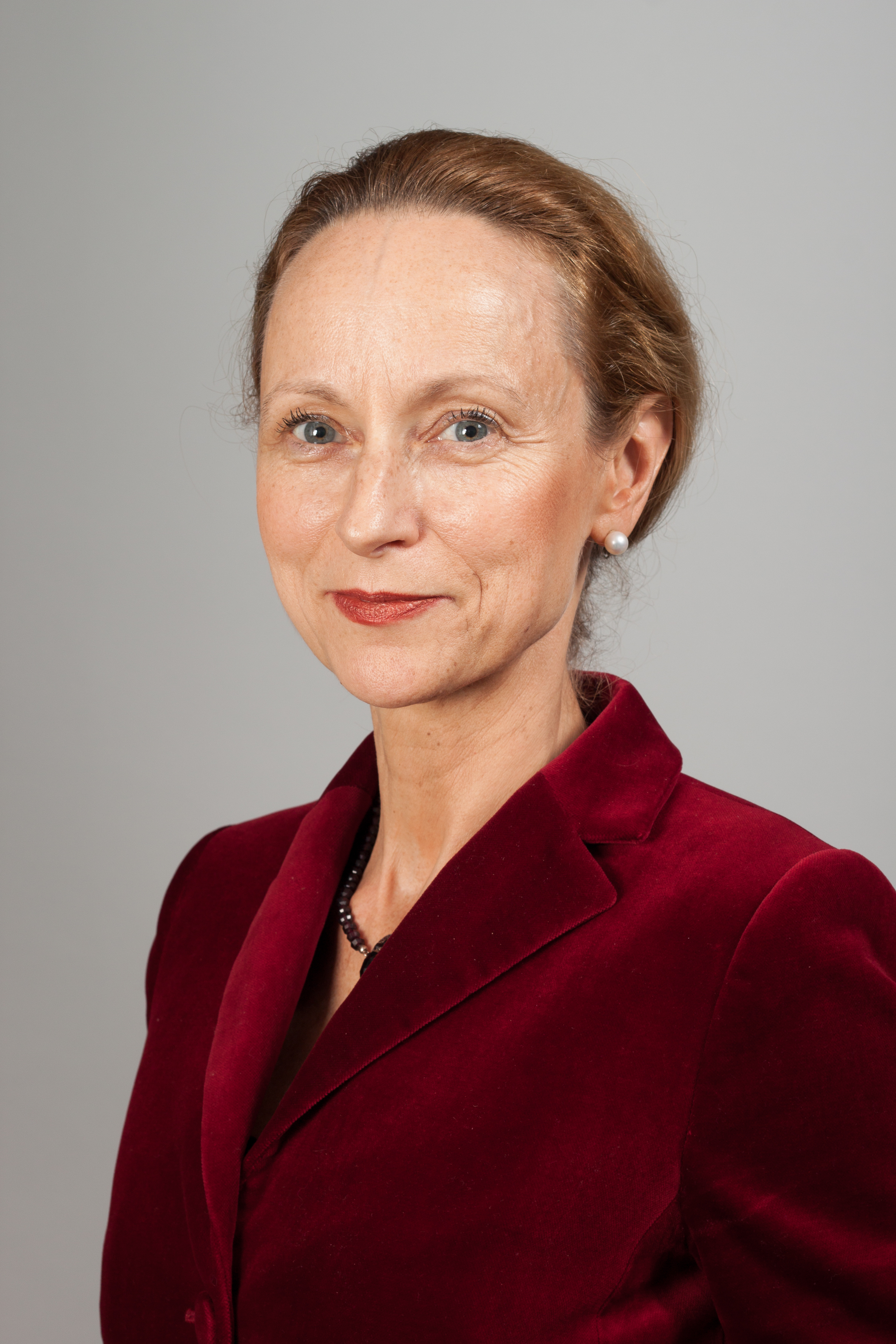
Sabine von Schorlemer 2013

Sabine Irene Freifrau von Schorlemer, geb. Braun, (* 11. März 1959 in Köln) ist eine deutsche Völkerrechtlerin. Sie war von 2009 bis 2014 als Parteilose auf Vorschlag der CDU im Kabinett Tillich II Staatsministerin für Wissenschaft und Kunst im Freistaat Sachsen.

## Leben
Sabine Braun wuchs in München auf, studierte Rechts- und Politikwissenschaften sowie Kunstgeschichte an den Universitäten in Berlin (FU), Lausanne, München, Hamburg und Genf.
Sie wurde 1992 zum Völkerrecht mit einer Arbeit über Internationalen Kulturgüterschutz in Friedens- und Kriegszeiten an der Universität Hamburg promoviert. 1997 erfolgte die Doppelhabilitation in Internationaler Politik und Völkerrecht mit einer Arbeit über globale Telekommunikation an der Ludwig-Maximilians-Universität München.
Als  Expertin für internationale Angelegenheiten war sie 2004/05 Mitglied der deutschen Regierungsdelegation in internationalen Vertragsverhandlungen für kulturelle Vielfalt und arbeitet seit Jahren in deutschen und internationalen Expertengruppen sowie Stiftungen. Sie ist gewähltes Mitglied der Deutschen UNESCO-Kommission und  Beraterin des Auswärtigen Amtes für Politik der Vereinten Nationen.
Von 2000 bis 2009 war sie Professorin und Lehrstuhlinhaberin für Völkerrecht, Recht der EU und Internationale Beziehungen an der Technischen Universität Dresden sowie Auslandsbeauftragte an der TU Dresden. 2003 war sie Gründungsdirektorin des Zentrums für Internationale Studien (ZIS) an der TU Dresden und von 2003 bis 2009 Pro-Direktorin des Zentrums für Internationale Studien. 2008 bis 2009 leitete sie die Forschungsstelle Vereinte Nationen an der Juristischen Fakultät der TU Dresden.  2009 ist es ihr gelungen, den weltweit ersten UNESCO-Lehrstuhl für Internationale Beziehungen an die TU Dresden einzuwerben. Am 30. September 2009 wurde sie zur Sächsischen Staatsministerin für Wissenschaft und Kunst berufen. Seit Mai 2010 ist sie Honorarprofessorin an der TU Dresden.
Schwerpunkte ihrer wissenschaftlichen Arbeit sind Menschen- und Frauenrechte sowie die Bewahrung des kulturellen Erbes. Als „einzigartigen Akt der kulturellen Selbstverstümmelung“ bezeichnete Schorlemer die Errichtung der Waldschlößchenbrücke, die im Juni 2009 zur Aberkennung des Titels Welterbe Dresdner Elbtal führte.
Sie gehört zu den Unterstützern der Charta der Digitalen Grundrechte der Europäischen Union, die Ende November 2016 veröffentlicht wurde.

### Privates
Von Schorlemer ist evangelisch-lutherischen Bekenntnisses, Mutter dreier Kinder und wohnhaft in Leipzig. Sie war verheiratet mit dem Wirtschaftsanwalt Andreas Freiherr von Schorlemer.

## Funktionen und Mitgliedschaften
- seit 1993 International Law Association (ILA), Mitglied des Committee on Cultural Heritage Law
- seit 1999 Deutsche Gesellschaft für Völkerrecht (DGVR), Mitglied
- 2002–2010 Auswärtiges Amt, Mitglied des VN-politischen Beirats, erneute Berufung 2007
- 2003–2004 / 2007 UNESCO, Mitglied der Expertenkommission zur Konvention über den Schutz und die Förderung der Vielfalt kultureller Ausdrucksformen
- seit 2004 Deutsche Gesellschaft für die Vereinten Nationen (DGVN), Präsidiumsmitglied, Gründungsmitglied des United Nations Research Council
- 2004–2009 Universitäres Zentrum für Luft- und Raumfahrt (UZLR), Technische Universität Dresden, Gründungsmitglied
- 2004–2009 Evangelische Kirche in Deutschland (EKD), Mitglied der Kammer für öffentliche Verantwortung
- 2004 / 2005 UNESCO, Mitglied der deutschen Regierungsdelegation in Internationalen Vertragsverhandlungen (Rechtsberaterin)[6]
- 2004 / 2005 / 2006 Vereinte Nationen – Hochkommissar für Menschenrechte Genf, Mitglied der UN High Level Task Force on the Implementation of the Right to Development
- seit 2004 (Wiederwahl 2008) Deutsche UNESCO-Kommission (DUK), ad personam gewähltes Mitglied im Beirat „Vielfalt kultureller Ausdrucksformen“
- 2006–2011 Stiftung Entwicklung und Frieden (SEF), Wissenschaftlicher Beirat, Vorstandsvorsitzende der SEF
- 2007–2010 Deutsche Stiftung Friedensforschung (DSF), Mitglied des Wissenschaftlichen Beirats
- 2008–2009 Mitglied im Kuratorium der Sächsischen Landesbibliothek – Staats- und Universitätsbibliothek Dresden
- 2008–2010 Mitglied im Wissenschaftlichen Beirat der Zeitschrift Sicherheit und Frieden (S + F)]
- 2008–2012 Mitglied im Forschungsbeirat der Stiftung Wissenschaft und Politik (SWP)
- 2009–2014 Vorsitzende des Stiftungsrates der Stiftung Sächsische Gedenkstätten zur Erinnerung an die Opfer politischer Gewaltherrschaft
- seit 2008 Mitglied des wissenschaftlichen Kuratoriums der Forschungsstätte der Evangelischen Studiengemeinschaft (FEST) – Institut für interdisziplinäre Forschung (beurlaubt)
- seit 2008 Mitglied im Präsidium des Landesverbandes Sachsen, Sachsen-Anhalt und Thüringen der Deutschen Gesellschaft für die Vereinten Nationen (DGVN)
- seit 2008 Mitglied im Beirat der Arbeitsgruppe „Kontaktstelle Vielfalt kultureller Ausdrucksformen“ der Deutschen UNESCO-Kommission (DUK)
- seit 2008 Mitglied im Beirat des Wissenschaftszentrums Berlin für Sozialforschung (WZB) (beurlaubt)
- seit 2009 Mitglied im Beisitzerkreis des Präsidiums der Deutschen Atlantischen Gesellschaft e. V.
- seit 2009 Mitglied im Kuratorium und Patin der Bibliotheca Hertziana – Max-Planck-Institut für Kunstgeschichte in Rom
- Mitglied in der Deutschen Vereinigung für Politische Wissenschaft (DVPW)

## Publikationen
- Internationaler Kulturgüterschutz, Ansätze zur Prävention im Frieden sowie im bewaffneten Konflikt. Verlag Duncker & Humblot, Berlin 1992, ISBN 3-428-07598-6.
- Globale Telekommunikation und Entwicklungsländer. Die Liberalisierung von Telekommunikationsdiensten in GATT/WTO. Nomos Verlag, Baden-Baden 2000, ISBN 3-7890-6211-1.
- Kindersoldaten und bewaffneter Konflikt – Nukleus eines umfassenden Schutzregimes der Vereinten Nationen. (Dresdner Schriften zu Recht und Politik der Vereinten Nationen, Band 9). Peter Lang Verlag, Frankfurt am Main 2009, ISBN 978-3-631-58798-0.
- (Hrsg.): Praxishandbuch UNO. Die Vereinten Nationen im Lichte globaler Herausforderungen. Springer Verlag, Berlin, Heidelberg 2003.
- (Hrsg.): Die Vereinten Nationen und die Entwicklung der Rechte des Kindes. Zentrum für Internationale Studien / School of International Studies, Berichte zur Rechtswissenschaft, Shaker Verlag, Aachen 2004.
- (Hrsg.): „Wir, die Völker …“ – Strukturwandel in der Weltorganisation. Dresdner Schriften zu Recht und Politik der Vereinten Nationen, Band 1, Peter Lang Verlag, Frankfurt  am Main 2006.
- (Hrsg.): Die Vereinten Nationen und neuere Entwicklungen der Frauenrechte. Dresdner Schriften zu Recht und Politik der Vereinten Nationen, Band 3, Peter Lang Verlag, Frankfurt am Main 2007.
- mit Elena Schulte-Herbrüggen (Hrsg.): 1989–2009: 20 Jahre Kinderrechtskonvention. Erfahrungen und Perspektiven. Dresdner Schriften zu Recht und Politik der Vereinten Nationen, Band 15, Peter Lang Verlag, Frankfurt am Main 2010.
- mit Ulrich Fastenrath, Rudolf Geiger, Daniel-Erasmus Khan, Andreas Paulus, Christoph Vedder (Hrsg.): From Bilateralism to Community Interest. Essays in Honour of Judge Bruno Simma, Oxford University Press, Oxford 2011.
- mit Peter-Tobias Stoll: The UNESCO Convention on the Protection and Promotion of the Diversity of Cultural Expressions. Explanatory Notes. Springer-Verlag, Berlin, Heidelberg 2012, ISBN 978-3-642-25994-4.

## Kritik
Unter scharfe Kritik geriet von Schorlemer Ende April 2011, als ihr Wissenschaftsministerium der gewählten Rektorin der Hochschule für Technik, Wirtschaft und Kultur Leipzig (HTWK), der Professorin Renate Lieckfeldt, die Verbeamtung und damit den Dienstantritt verweigerte. Als Grund gab Schorlemer eine Krebserkrankung Lieckfeldts an, von der diese zwar genesen sei, die aber auch ein erhöhtes Wiedererkrankungsrisiko mit sich bringe und nach dem Beamtenrecht eine Ablehnung zwingend vorgebe. Juristen bezweifelten nicht nur diese Tatsache, sondern wiesen auch darauf hin, dass Lieckfeldt als Inhaberin eines Schwerbehindertenausweises nicht diskriminiert werden dürfe und sogar bevorzugt eingestellt werden müsse. Der Fall setzte eine intensive ethische Diskussion um den beruflichen Umgang mit Krebserkrankten in Gang.
Eine weitere umstrittene Personalentscheidung war die Auflösung des Vertrags mit dem designierten Semperoper-Intendanten Serge Dorny vor dessen Amtsantritt. Das Landgericht Dresden erklärte 2015 die Kündigung durch von Schorlemer für unwirksam. Eine Berufung des Freistaats Sachsen gegen dieses Urteil wurde 2016 von Oberlandesgericht Dresden zurückgewiesen.